# Piaroas
Cette page contient des caractères spéciaux ou non latins. S’ils s’affichent mal (▯, ?, etc.), consultez la page d’aide Unicode.
Cet article concerne le groupe ethnique. Pour la langue de ce peuple, voir Piaroa (langue). Pour le genre d'araignée, voir Piaroa (genre).
Les Piaroas sont un peuple indigène d'agriculteurs du bassin de l'Orénoque oriental. Ils sont environ 14 500 au Venezuela en 2002, principalement dans le département de l'Amazonas dans une région de 45 000 km2 à peu près circonscrite par le río Parguaza (nord), río Ventuari (sud-est), río Manapiare (nord-est) et la rive droite de l'Orénoque (ouest) et un peu moins de 800 en Colombie en 2001, dans plusieurs réserves dans le sud du département du Vichada, entre le río Vichada au nord et le río Guaviare au sud,.
Les Piaroas sont fortement égalitaires et anti-autoritaires, rejetant l'accaparement de biens par quiconque. Ils soutiennent l'autonomie individuelle et leurs décisions sont prises par consensus. Ils ont donc été décrits par certains anthropologues (tels que Clastres ou Overing) comme une société anarchiste qui fonctionne réellement.
Les quarante dernières années[Quand ?] ont vu des grands changements sociaux et culturels chez les Piaroas, y compris une migration massive vers la périphérie de leur territoire traditionnel pour accéder aux biens et services modernes du Venezuela et de la Colombie. Les centres de soins attirent notamment beaucoup de monde, même si la concentration de la population dans leurs alentours entraîne une raréfaction des ressources naturelles et foncières. Malgré cela, les Piaroas ont conservé l'agriculture comme base de leur économie et sont relativement indépendants du point de vue alimentaire.

## Nom
« Piaroa » n'est pas un nom d'origine autochtone : il vient vraisemblablement de Pearoa, nom donné par les missionnaires jésuites au XVIIe siècle, qui s'est transformé en Piaroa à la fin du XVIIIe siècle.
Suivant les personnes à qui ils s'adressent et la situation, les Piaroas utilisent les termes De'arua (« maîtres de la forêt »), Wóthuha (« personnes bien informées »), De'atʰïhä (« gens de la forêt ») ou Thhã (« gens, personnes »). On trouve aussi les variantes graphiques ou noms suivants : Adole, Ature, Dearuwa, De'äruwä, De'athhã, De'at-iha, Guagua, Huo, Kuakua, Mako, Quaqua, Th hã, Thiha, Timi Wótjüja, Tjüja, Ttö,ja, Uhuottoja, Uwótjüja, Wathiha, Wot-iha, Wõthhã, Wotiha, Wotiheh, Wótjuja,.
Wóthuha est également orthographié Huǫttų̈ją (orthographe du Summer Institute of Linguistics) et Wötʰïhä.

## Histoire connue
Les premières références aux Piaroas datent de la seconde moitié du XVIIe siècle avec les contacts entre ce peuple et les missionnaires jésuites établis entre le río Meta et le río Casanare. Les missionnaires décrivent ces indigènes comme se nommant Pearoa. Le nom Piaroa apparaît lors de la période d'expéditions dans la région menées par plusieurs explorateurs durant la fin du XVIIIe siècle et au cours du XIXe siècle, notamment Humboldt, Bonpland en 1814-1819 et Chaffanjon en 1889.
Même plus de 300 ans après le premier contact, les Piaroas se tiennent à l'écart des Occidentaux en raison de leur mode de vie pacifique, leur stratégie principale de défense étant l'évitement. Ainsi, ils fuient la colonisation de l'Orénoque, entraînant violence, esclavagisme, missions religieuses et épidémies dues aux nouvelles maladies, et se réfugient dans les zones reculées, montagneuses et densément boisées.
L'arrivée de l'Église catholique en 1937 et de l'ONG chrétienne évangélique New Tribes Mission en 1946 amène beaucoup de changements dans la région. Cette dernière a un impact majeur sur les Piaroas car leurs missionnaires finissent par bien maîtriser la langue et apportent des soins médicaux mêlés à une conversion religieuse, ce qui modifie la perception des Occidentaux par les Piaroas. Les convertis attirés à la mission Tamatama sont formés comme disciples puis retournent dans leurs communautés où ils convertissent leurs familles et voisins. L'Église catholique devient un fournisseur de services important dans les années 1960. De nombreux jeunes Piaroas fréquentent l'école de la mission catholique salésienne d'Isla Ratón sur l'Orénoque où ils apprennent l'espagnol et les coutumes occidentales. À cette époque, sûrement en rapport avec ces contacts, des épidémies de maladies d'origine étrangère comme la rougeole, le paludisme et les maladies vénériennes ravagent les Piaroas et en obligent de nombreux à quitter leurs lieux de résidence traditionnelle pour aller recourir à la médecine moderne. Le Dr Hans Baumgartner et d'autres membres du Service de Paludisme leur fournissent des médicaments modernes et étudient l'état de santé de la population. Beaucoup de Piaroas se concentrent donc près des missions religieuses et des centres occidentaux où les soins de santé modernes sont disponibles,.
L'augmentation de l'investissement public dans les années 1970 dans le sud du Venezuela, alimenté par la richesse pétrolière de la région, contribue à concentrer les Piaroas dans le voisinage des écoles, des établissements de santé et centres économiques tels que Puerto Ayacucho, capitale de l'État de l'Amazonas. Environ 80 % de la population s'est convertie au christianisme et les écoles rurales dirigées par des enseignants autochtones se trouvent dans plus de vingt communautés. Depuis le début des années 1970, les Piaroas ont cessé de vivre en petites communautés mobiles et reculées pour s'installer dans des centres sédentaires de plus en plus importants, au voisinage de missions ou de villes et villages,.
Les progrès dans les moyens de transport comme les routes, les moteurs hors-bord et les pistes d'atterrissage influencent beaucoup l'intégration culturelle et économique des Piaroas dont la plupart ont des contacts réguliers avec la société occidentale pour y vendre leur farine de manioc et leurs produits cultivés ou récoltés dans la forêt ainsi que pour acheter des biens occidentaux. Seuls 5 % des Piaroas, surtout ceux dans la partie supérieure du bassin versant Cuao-Parguaza-Cataniapo, restent isolés de la société occidentale et conservent un style de vie traditionnel.

## Économie

### Économie traditionnelle
La culture économique et matérielle des Piaroas est typique de la région guyanaise et de l'Amazonie. Leurs moyens de subsistance sont basés sur la culture itinérante, la chasse, la pêche et la cueillette de plantes sauvages et de micro-faune. En plus des activités qui visent directement à l'obtention de nourriture, une partie intégrante de leur économie de subsistance est la fabrication de divers objets utilitaires. Ils savent produire un curare de haute qualité qu'ils confectionnent et vendent à d'autres groupes ethniques sous forme d'œuf et qui sert de monnaie d'échange. C'était d'ailleurs dans le passé les plus gros producteurs de ce poison. Ce mode de vie permet aux Piaroas de vivre quasiment en autosuffisance.
Cette industrie indigène est fondée sur la connaissance et l'utilisation d'un grand nombre de plantes de l'habitat piaroa. Les artefacts ne sont pas seulement utilisés dans les travaux d'exploitation, domestiques ou religieux, mais aussi pour échanger avec les autres tribus et groupes ethniques ou obtenir les marchandises fournies par les Piaroas occidentalisés (couteaux, hameçons, vêtements, chaussures, perles, etc.).

#### Culture itinérante

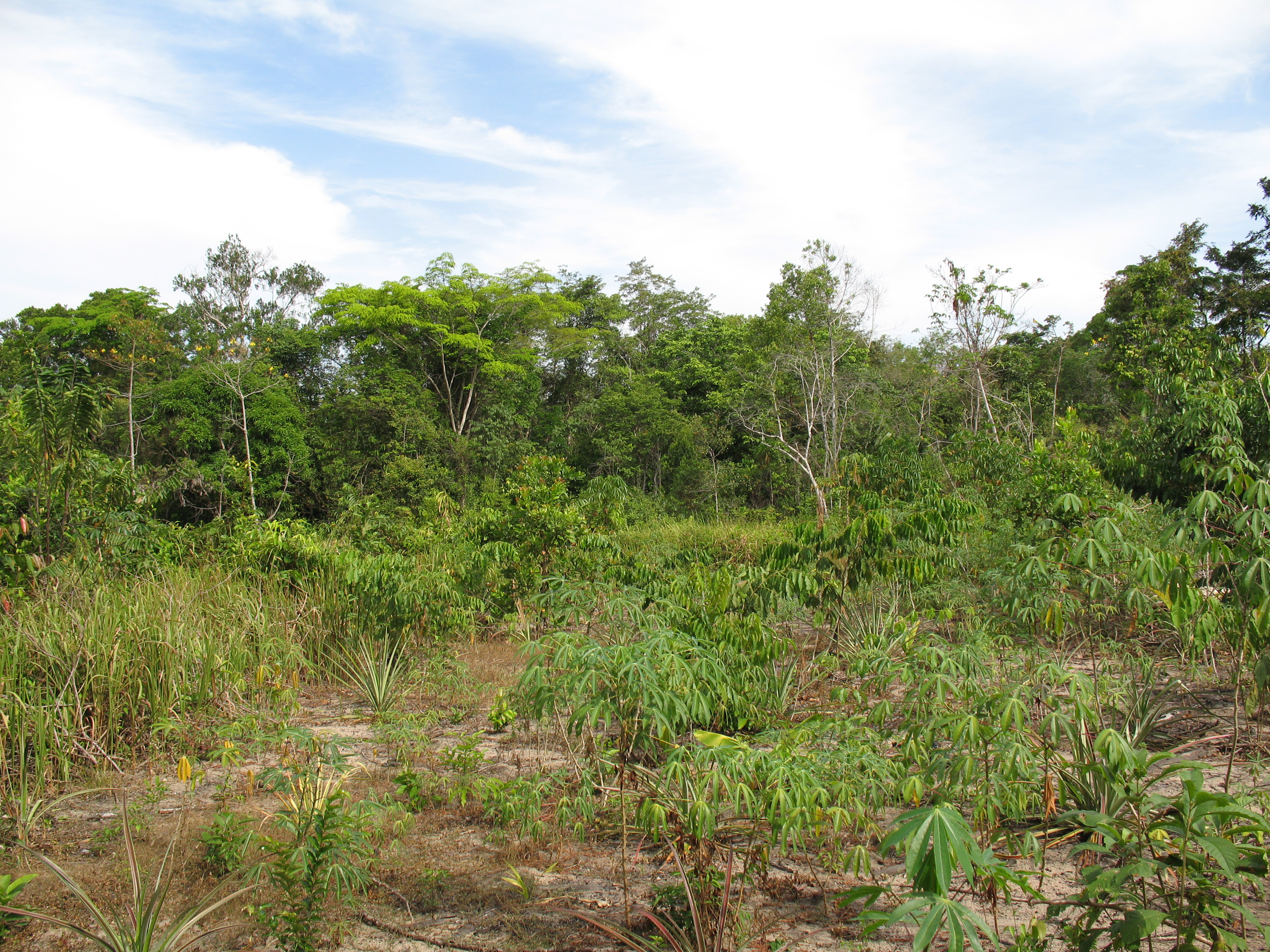
Plantation de manioc des indiens piaroa, Venezuela.

Le cycle de culture piaroa est constitué d'une série de phases interdépendantes qui se suivent et parfois se chevauchent. La principale différence se situe entre les phases intensives, connues sous le nom de patha et une série de phases décrites avec le terme générique resaba. Ces dernières commencent quand les cultures exigeantes comme celles du manioc ou du maïs sont remplacées par celles à croissance lente comme les arbres, qui demandent peu d'attention et des périodes de production beaucoup plus longues. On peut voir dans le tableau ci-dessous que ces deux termes génériques sont divisés en plusieurs catégories plus petites, qui décrivent les phases de l'évolution du jardin, des espèces dominantes, du propriétaire, etc. :
| Français                                                                               | Piaroa                          | Période        | Végétation dominante                                                                              |
| -------------------------------------------------------------------------------------- | ------------------------------- | -------------- | ------------------------------------------------------------------------------------------------- |
| Forêt abattue                                                                          | Isaka homena/isaka sakwa        | -              | Végétation haute                                                                                  |
| Champ abattu mais pas encore brûlé                                                     | Dawye hoipia                    | 0-4 mois       | Végétation en phase de séchage                                                                    |
| Champ brûlé, période de culture                                                        | Isaka kwoa                      | 4-5 mois       | Végétation brûlée, écorces                                                                        |
| Jardin de maïs                                                                         | Yamu patha/patha aleata         | 5-11 mois      | Maïs                                                                                              |
| Jardin de manioc                                                                       | Ire patha                       | 1-3 (5) ans    | Manioc, cultures mineures                                                                         |
| Début de jachère, végétation basse/buissonnante, champ de manioc récemment abandonné   | Resaba sakwa, resaba hareaba    | 3-4 ans        | Légumineuses, palmiers, plantes à fruits, plantes médicinales et magiques                         |
| Jachère avec péjibaie, jachère avec uvilla, etc. (le nom dépend de l'espèce dominante) | Pahare resaba, nai resaba, etc. | plus de 4 ans  | Péjibaie, cacao sauvage, uvilla, etc.                                                             |
| Vieille forêt secondaire                                                               | Tabo (saba) resaba              | plus de 6 ans  | Mélange de plantes cultivées et sauvages (en particulier palmiers et arbres fruitiers)            |
| Vieux jardin des ancêtres                                                              | Tabotihamina resaba             | plus de 25 ans | Végétation sauvage et plantes associées à l'intervention humaine (par ex. Sclerolobium guianense) |
| Forêt primaire et vieille forêt secondaire                                             | De'a                            | plus de 75 ans | Végétation sauvage                                                                                |

Les jardins de l'Alto Cuao où Zent a effectué ses recherches, et qui représentent bien l'agriculture traditionnelle des Piaroas, renferment de 20 à 40 cultigènes et vraisemblablement plus d'une centaine de variétés différentes.
Chaque famille exploite annuellement, par brûlis, un demi hectare de forêt primaire et secondaire, pour y cultiver une grande variété de plantes, dont les principales sont le manioc amer, le maïs, la patate douce. Puis la parcelle est abandonnée au bout de quatre ans et s'ensuit une jachère de 15 ans et plus. D'après Serge Bahuchet : « On note aujourd'hui une tendance à une plus grande utilisation de la forêt secondaire et une diminution de la diversité spécifique et variétale. Une partie de la production agricole est vendue : sous-produits du manioc, ananas, bananes... »
Les cultures vivrières les plus importantes sont le manioc et le maïs, mais sont également plantés des légumes (patate douce, igname, courge, pois, etc.), des fruits (ananas, banane, papaye, pastèque, avocat, lime, goyave, fruit de la passion, cacao sauvage, noix de cajou, arachide, etc.), des condiments (piment, gingembre, canne à sucre, etc.), des plantes industrielles (coton, calebasse, tiges de flèches, teintures comme le roucou ou la chica), ornements comme la Larme-de-Job, plantes ichtyotoxiques comme le barbasco, cordages, etc., des drogues (tabac, capi, yopo), ou encore des plantes magiques et médicinales (amaranthe, caladium, calathea, etc.).
« Un droit d'usufruit est reconnu à qui travaille la terre, sans possibilité de transmission. Le chef de chaque maison collective est responsable du maintien de la fertilité du territoire qui l'entoure, dont les contours sont redéfinis à chaque changement de chef. »

#### Chasse, pêche et cueillette
Traditionnellement les Piaroas n'élèvent pas d'animaux pour la nourriture, à part peut être les poules et poulets, mais ceux-ci sont plutôt élevés en tant qu'animaux de compagnie et ne sont pas consommés. En effet, comme ils mangent sur les piles de détritus, ils sont considérés comme des animaux sales (tandis que les rats qui mangent les récoltes sont considérés comme propres et sont une viande appréciée). Cependant, leurs œufs sont parfois consommés. La chasse, la pêche et la récolte d'animaux sont donc nécessaires pour compléter l'alimentation des Piaroas en acides gras et en acides aminés.
Les chasseurs utilisent la sarbacane avec des fléchettes empoisonnées au curare, la lance, le gourdin, le couteau, les collets ou des pièges englués. Bien que la sarbacane soit l'arme traditionnelle des Piaroas, le fusil, depuis la rencontre avec les Occidentaux, est devenu l'arme principale. Ils sont parfois accompagnés d'un chien de chasse, qui est très apprécié pour la traque des animaux vivant dans les terriers : il détectent aisément si l'animal est dedans ou le poursuivent jusqu'à ce qu'il s'y réfugie, facilitant sa capture, bien que les chasseurs se débrouillent très bien sans chien.
À part l'anaconda, animal sacré et donc tabou, la loutre, l'opposum, tous les félins et les chauves-souris, certains oiseaux (vautour, aigle, grande aigrette) et les serpents venimeux qui ne sont pas mangés, tous les animaux sont chassés, grâce à un savoir encyclopédique de leurs habitudes et habitats, et aux nombreuses techniques pour les capturer. Bien que Zent déclare que le tapir n'est pas chassé, car c'est un animal sacré, Vanegas en a recensé plusieurs prises dans son étude sur la chasse chez les Piaroas colombiens. Les espèces les plus chassées appartiennent au groupe des ongulés principalement et des rongeurs. Les proies des Piaroas sont principalement des pacas, des pécaris et des cervidés. Ils chassent aussi les oiseaux, singes, écureuils, martres, tatous, paresseux, porcs-épics, agoutis, tamandous, souris-opossums, kinkajous, olingos, coatis, etc.
L'importance de la chasse est révélée par l'importance des croyances religieuses et de la magie qui y est associée. Les chamans chantent avant la chasse pour assurer son succès puis au retour des chasseurs pour apaiser les esprits des animaux tués.
La pêche correspond à la capture d'animaux aquatiques dans les ruisseaux, les étangs et les rapides. Ce sont le plus souvent des poissons, mais parfois aussi des crustacés, des vers ou des reptiles. Les Piaroas pêchent de préférence dans les eaux noires plutôt que dans les eaux blanches, à l'hameçon, au harpon, à l'arc, avec des barrières, des nasses ou à la nivrée (empoisonnement de l'eau grâce à des plantes ichtyotoxiques),.
Les Piaroas cueillent dans la forêt primaire de nombreuses plantes. Zent a relevé 121 espèces de plantes comestibles ramassées dans l'Alto Cuao, notamment les fruits de différents palmiers et les fibres de piaçava (Leopoldinia piassaba). Ils récoltent aussi du miel et divers animaux de la microfaune : grenouilles, araignées, chenilles, vers, fourmis bachacos, termites, cigales et larves,.

#### Artisanat

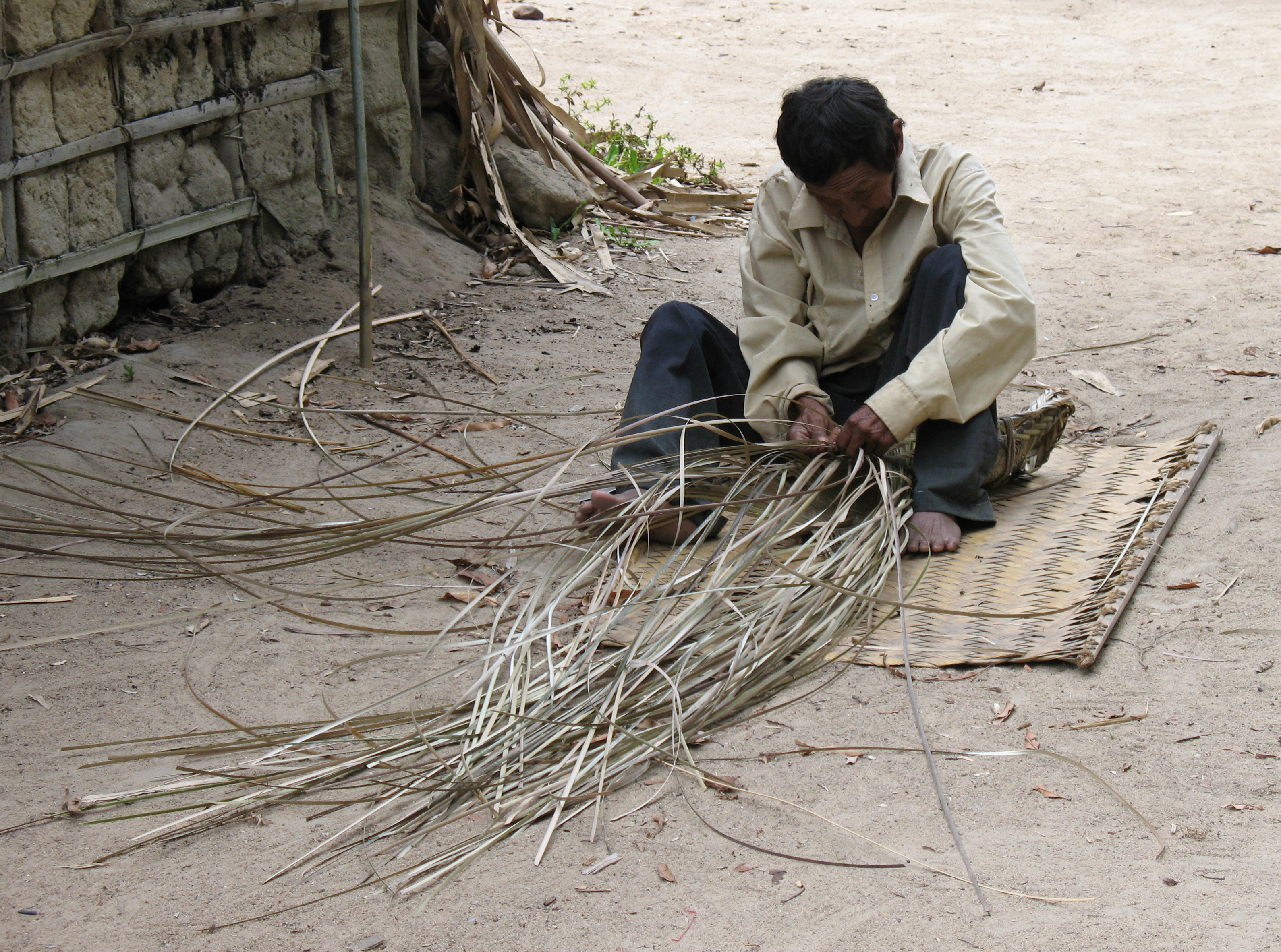
Homme piaroa tressant un panier.

Les Piaroas fabriquent de nombreux objets d'artisanat et d'autres produits : paniers, râpes à manioc, poteries peintes, hamacs, objets en bois (canoës, pagaies, mortiers sculptés, meubles basiques) et en caoutchouc, teintures (dont la chicha, un colorant rouge), poisons (curare et plantes ichtyotoxiques), plantes magiques, tissus, cordes, torches, couronnes de plumes, perles, masques de cérémonie peints, sarbacanes, tissus d'écorce et gourdes.

### Économie occidentalisée
En s'établissant dans les villes modernes de manière sédentaire, les Piaroas perdent leur système traditionnel et l'autonomie économique qui va avec en délaissant chasse, pêche et cueillette pour leur subsistance. Ils perdent par la même occasion leurs savoirs techniques, botaniques et zoologiques traditionnels au profit de nouvelles cultures et d'animaux domestiques, notamment de bovins., dans le but d'avoir une agriculture de vente, avec la mise en place d'entreprises communautaires pour commercialiser les produits agricoles. Le travail salarié et les activités d'extraction comme les mines d'or ou la collecte de tiges de palmier pour la vente aux fabricants de meubles en rotin s'accroît, ainsi que l'utilisation de liquidités dans les échanges économiques et la consommation de produits de luxe occidentaux ou d'aliments emballés. Les professionnels (enseignants, infirmières, employés de l'administration qui touchent un salaire du gouvernement) et les hommes d'affaires (propriétaires de magasins et exploitants de bateaux à moteur) tendent à former une nouvelle classe supérieure chez les Piaroas occidentalisés.

## Société

### Organisation sociale
Chaque territoire, composé de six ou sept maisons communes, a son propre « chef de territoire » (ruwang), qui est un « homme de connaissance » qui s'occupe des forces de destruction et de régénération des autres mondes. À part cela, la société piaroa est très informelle : il n'y a pas de groupes d'âge, de lignage, de sociétés de guerriers, de conseil des aînés ou d'autres groupes distincts. Les Piaroas sont allergiques à la notion de règle sociale, bien qu'il y ait des façons appropriées de faire les choses, c'est à chacun de choisir, que ce soit en matière de résidence, de travail, de développement personnel et même de mariage. La notion d'abandonner ses droits à la communauté ou de se soumettre à une décision commune leur semble étrange et répugnant. L'individualisme est le plus important et même les dieux n'ont pas prise dessus. Pourtant, la notion de société est très importante à leurs yeux : seuls les humains sont capables de coopérer tranquillement et moralement pour créer des relations pacifiques. La collaboration sociale est donc primordiale.
En voyant la concurrence comme spirituellement mauvaise et en louant la coopération, les Piaroas sont à la fois fortement égalitaires et soutiennent l'autonomie individuelle. Ils sont également fortement anti-autoritaires, conscients de l'importance de veiller à ce que personne ne soit sous les ordres d'un autre et s'opposent à la thésaurisation des ressources, qu'ils considèrent comme donnant aux membres le pouvoir de contraindre leur liberté. Ils sont aussi considérés comme l'une des sociétés les plus pacifiques du monde, l'assassinat étant un concept qui est à la fois inconnu et tout à fait inexistant. L'anthropologue Joanna Overing note également que la hiérarchie sociale est minimale et qu'il serait difficile de dire si une forme de domination masculine existe, bien que les dirigeants soient traditionnellement masculins. Concernant le rapport entre les sexes, les Piaroas pensent que le repas idéal est composé de viande et de pain de manioc, le produit de la chasse d'un homme et du jardin d'une femme. Leur idéal tant pour les hommes que les femmes, est la tranquillité, le contrôle et la maîtrise des émotions. Pour eux, la maturité masculine est la capacité à coopérer tranquillement avec les autres dans la vie de tous les jours. Ils considèrent comme odieux les tempéraments arrogants et dominants. Les décisions touchant la communauté sont prises par consensus. En conséquence, les Piaroas ont été décrits par certains anthropologues comme une société anarchiste fonctionnelle.

### Éducation
Le chaman enseigne aux enfants la responsabilité personnelle, l'autodiscipline et le respect d'autrui quand ils atteignent l'âge de six ou sept ans. Il leur apprend à éviter les querelles et à contrôler la jalousie, l'arrogance, la méchanceté, la malhonnêteté, la vanité et la cruauté. Il leur enseigne que les émotions et les désirs doivent être maîtrisés, ce qui leur permet de devenir responsables tout en ayant le libre arbitre de respecter les autres. La punition physique est inexistante et remplacée par le silence envers le fautif. Les enfants n'ont pas de modèles de comportement violent ou coercitif. Leurs jeux sont énergiques mais sans compétition ou expressions de colère. Les comportements individualistes tels que l'ambition ou le courage sont découragés, mais les décisions individuelles sont respectées et jamais critiquées négativement. Les enfants de huit à quinze ans des communautés proches des centres occidentaux fréquentent régulièrement l'école et apprennent l'espagnol ainsi que la culture de leur pays,.

### Division du travail
De nombreuses tâches sont assignées en fonction du sexe : les hommes coupent la forêt pour créer les jardins, plantent le maïs ainsi que toutes les cultures utilisées uniquement par eux : tabac, capi et les autres drogues, bromelia curagua, lonchocarpus (poison de pêche), les caladiums investis par la magie et toutes les autres plantes pour la chasse magique. Ils chassent et font la majorité de la pêche, construisent les maisons, exécutent les travaux de vannerie et de poterie et accomplissent les tâches religieuses.
Les femmes s'occupent de quasiment toutes les cultures vivrières comme le manioc, les patates douces, l'igname, etc. Leur domaine comprend aussi le désherbage et le tissage.
La tendance récente de vendre les produits agricoles entraîne une spécialisation masculine dans la plantation, le désherbage et la récolte tandis que les femmes se chargent du traitement du manioc (pelage, lavage, râpage, pressage et cuisson du pain).

### Habitat

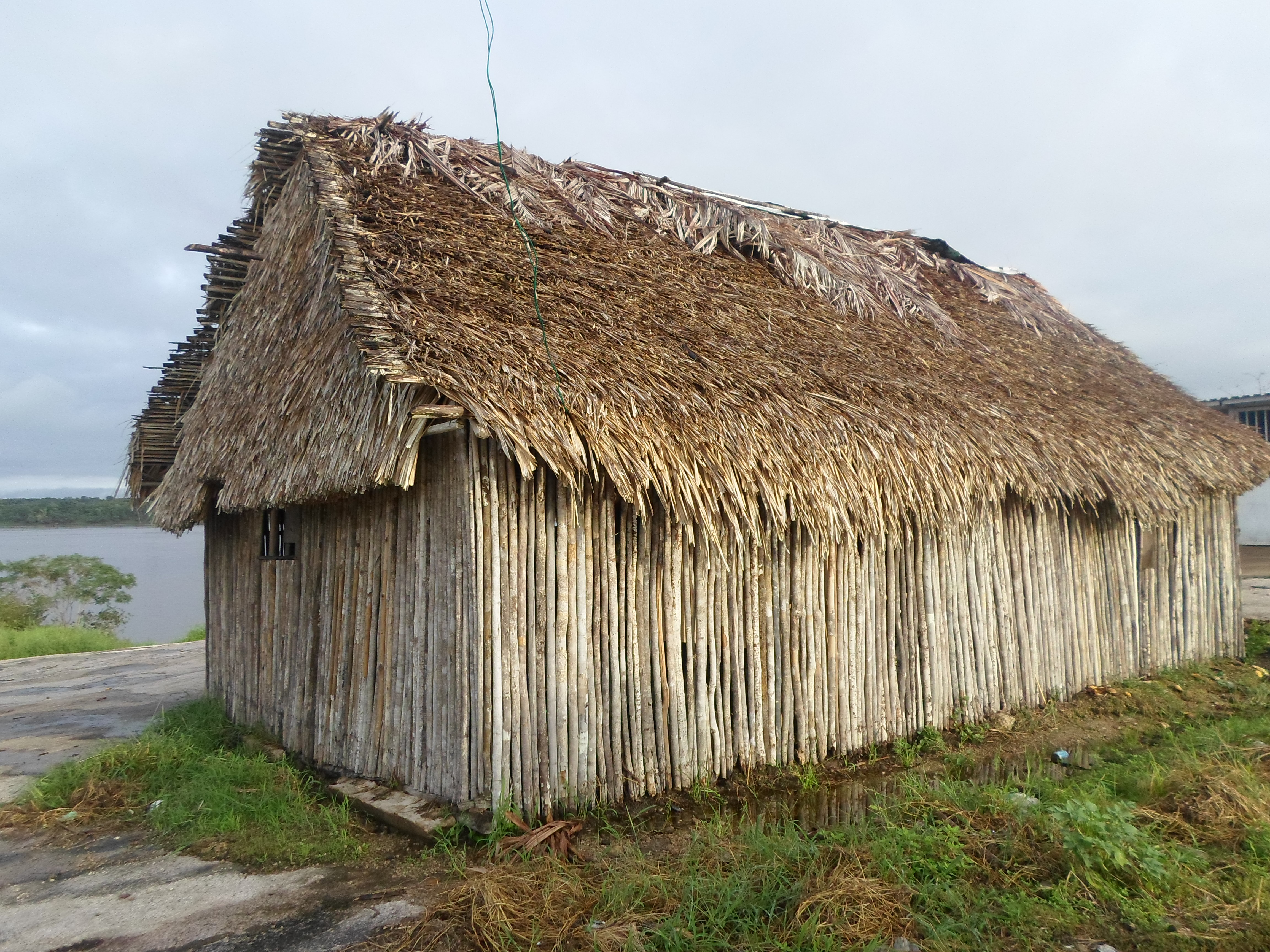
Hutte traditionnelle dans le village de Puerto Nuevo.

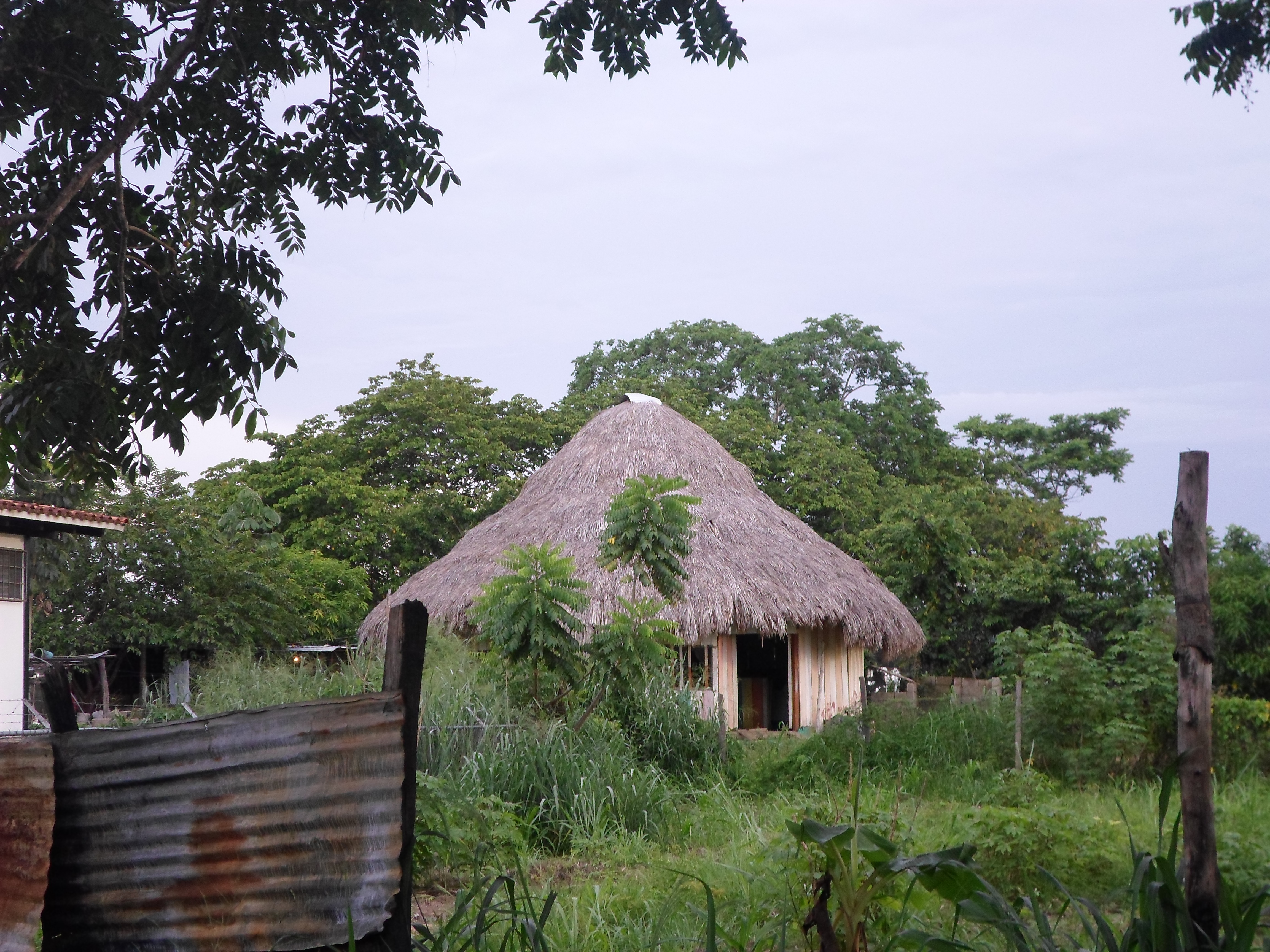
Hutte ronde piaroa.

Traditionnellement, les communautés vivent de façon dispersée et semi-nomade. Elles se regroupent dans une seule maison communautaire avec des toits de chaume en feuilles de palmier touchant le sol (churuata ou isode). Selon le statut du chef, les maisons collectives sont conico-rondes (pouvant abriter 100 personnes), éliptico-coniques (40 personnes) ou rectangulaires (15 personnes) et peuvent être associées autour d'un chef régional. Le foyer est constitué de cinq à soixante personnes ou plus, formé de couples ou de familles élargies pouvant regrouper quatre générations. La quantité des membres fluctue du fait des longues visites aux parents vivant dans d'autres communautés et des changements dans les relations des individus et des familles. Certains Piaroas ont aussi une participation active dans plusieurs communautés. L'intérieur des churuata ne dispose pas de structures de séparation physiques divisant les familles : chaque famille a sa propre zone où elle stocke ses effets, des hamacs et un foyer pour cuisiner. Tous les habitants de la churuata sont libres d'utiliser la zone centrale, où ils peuvent se rassembler pour accomplir les rituels, faire de l'artisanat, et divertir les invités.
Généralement les communautés piaroas s'installent dans une clairière au pied d'une colline près d'un ruisseau éloigné des cours d'eau plus importants. Habituellement, une tribu possède de deux à quatre sites distincts occupés à des époques différentes suivant la maturité des cultures. Les sites sont abandonnés après un à cinq ans de manière à favoriser la régénération du milieu.
Vers le milieu du XXe siècle, la migration des tribus piaroas vers les centres urbains fortement subventionnée par le gouvernement vénézuélien fait que la majorité de la population vit maintenant dans les communautés permanentes de 40 à 300 personnes vivant dans des maisons séparées, parfois dans des logements de type « boîte à chaussure » en béton. Des écoles rurales, des dispensaires médicaux, des centrales électriques et d'eau courante ont été créés avec les fonds gouvernementaux.
Au Venezuela, les terres habitées par les Piaroas sont domaniales, avec deux parcs nationaux et une réserve forestière, 41 000 ha sont accordés à des communautés en aires discontinues. Plus de 30 communautés ont reçu des terrains collectifs du gouvernement, bien que la plupart soient petits. En Colombie il y a trois réserves totalisant 181 193 ha.

### Habillement

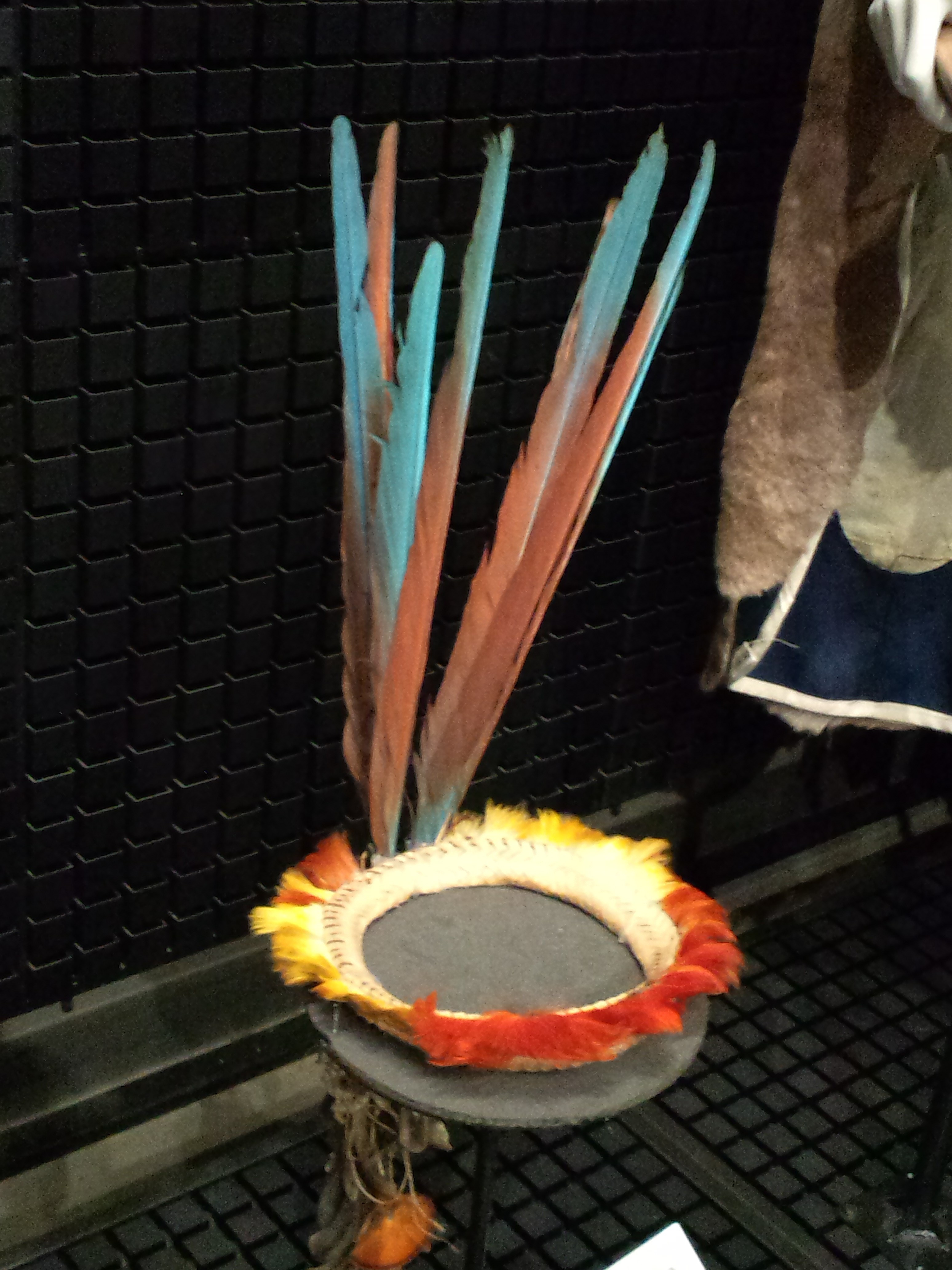
Coiffe masculine traditionnelle.

Traditionnellement, les hommes et les femmes piaroas portent des pagnes tissés de coton récolté dans leurs plantations. Ils ornent leurs corps avec des couronnes de plumes, des bracelets et des colliers. Les colliers sont faits avec des dents d'alligator ou de pecari, enfilées avec des plumes multicolores. Les peintures corporelles sont considérées comme la représentation graphique de la connaissance des rituels acquise au fil des générations. Des timbres en bois de différents modèles, formes et tailles leur servent à s'imprimer des motifs sur la peau. Les signes féminins affirment leur destin de fécondité tandis que ceux des hommes les identifie comme chasseurs ou chamans.

## Culture

### Forêt
La forêt est un élément primordial de la culture des Piaroas. Ils peuvent facilement identifier les forêts secondaires, leurs propriétaires et l'histoire de leurs communautés grâce à leur composition. Pour eux, la santé et le bien-être dépendent en grande partie de la reconnaissance de la relation étroite entre une partie de la forêt et les esprits des ancêtres qui y ont vécu. Les gens qui ne parviennent pas à cerner cette relation sont censés souffrir de bien des malheurs dont des mauvaises récoltes, de la malchance à la chasse et de nombreuses maladies. La réactualisation de l'alliance avec les entités créatrices donne lieu à des rituels en forêt, spécialement près des cascades dans les zones montagneuses.

### Excrétions corporelles et sang
Pour les Piaroas, les excrétions corporelles (aussi bien humaines qu'animales) telles que l'urine, les matières fécales, gaz, éjaculations, vomissements ainsi que le sang des menstruations et des accouchements, sont porteuses de maladies et potentiellement empoisonnées. Les personnes entrant en contact avec elles peuvent tomber malades, être affaiblies ou même mourir.
En fait, le sang circulant dans le corps représente l'intelligence et le savoir qui est transmis à chaque partie du corps.
Le dieu Wahari ayant donné les maladies en tant que « connaissances » au animaux, ceux-ci peuvent les transmettre aux humains par leur sang. Lors de la chasse, quand un animal est dans son terrier, les chasseurs préfèrent le piéger en dehors et l'étrangler plutôt que de faire couler le sang en utilisant une lance. Les animaux chassés ne sont jamais écorchés, ils sont juste éviscérés sur une pierre, dans l'eau de la rivière, puis cuits entiers.
Le sang est vu d'un très mauvais œil : celui-ci ne doit pas tomber sur le sol. C'est pourquoi les personnes blessées sont isolées dans la forêt, dans un hamac.
Les menstruations féminines sont aussi considérées comme très dangereuses pour les autres personnes car elles sont censées contenir tous les poisons que la femme a intériorisé durant le mois au contact des autres personnes. Durant leurs règles, les femmes sont isolées dans la forêt. Elles accouchent toujours dans les eaux peu profondes des rivières proches des villages, car un homme voyant la sang placentaire ou le sentant pourrait tomber malade et éventuellement en mourir. Les hommes shamans ainsi que leurs apprentis « menstruent » aussi, mais tous les six mois, pour évacuer les poisons accumulés par les contacts avec les autres personnes : ils se percent la langue avec une épine de raie pour saigner volontairement.

### Panthéon
Les Piaroas croient que les dieux antiques étaient violents, avides et arrogants. La religion indigène comprend la croyance en des héros ancestraux et en des esprits bons ou mauvais associés à des éléments environnementaux qui contrôlent la destinée humaine et l'expérience hallucinogène comme moyen de communication avec le monde des esprits. Un panthéon constitué de héros et de dieux vivants dans les temps mythiques et qui ont créé le monde, ont apporté à l'Homme la culture et la connaissance de l'agriculture, de la pêche et de la chasse.
Le dieu originel est Ojwoda'ä, un tapir/anaconda hermaphrodite vivant sous terre, qui est le père de Kuemoi, maître des rivières et des lacs et père de tous les aliments cultivés, créateur du jardinage, de la chasse, du curare et du feu qui sert à cuisiner. Il est dépeint comme un bouffon diabolique, tyrannique, cannibale, grotesque et fou, avec un rire rauque et qui pousse des petits cris d'indignation en piétinant quand il est déjoué. Il court en rond sans s'arrêter quand il tombe dans la folie totale. C'est la représentation de la méchanceté dans son côté absurde et ridicule, l'archétypique du mal et des comportements odieux et méchants liés à un abus de la connaissance, maladie que les Piaroas appellent ke'raeu (paranoïa, orgueil, arrogance extrême, désir d'assassiner),.
Ojwoda'ä engendre ensuite Wahari, maître de la jungle et dieu créateur des Piaroas. Au début, il travaille avec son frère Kuemoi pour créer le jour et la nuit en tirant le Soleil et la Lune de leurs demeures souterraines, il crée l'air, le vent et le ciel ainsi que tous les animaux vivant sur les branches et les oiseaux de la jungle. Il parlemente ensuite avec son frère pour obtenir ses arts culinaires, ses sorts de chasse et ses pouvoirs sur les plantes, mais Kuemoi tente alors de l'empoisonner pour le dévorer. Wahari essaye donc de les lui voler, puis de les fabriquer lui-même mais il n'arrive qu'à créer des maladies à la place. Les drogues hallucinogènes données par Kuemoi à son frère pour l'empoisonner ont rendu fou celui-ci : il devient malade, arrogant et orgueilleux. Il va inviter les habitants de la forêt à une grande fête et les transformer en animaux pour les chasser et les manger. En faisant cela il leur enlève leur conscience et la remplace par les maladies qu'il a créées pour qu'ils les transmettent aux humains.
Après tout cela, les Piaroas doivent utiliser les forces dangereuses des pouvoirs de Kuemoi, le dieu diabolique et fou, pour la chasse, l'agriculture et la cuisine de manière à se prémunir des maladies créées par Wahari, qui est pourtant leur créateur et avait à l'origine des intentions nobles à leur égard, mais qui est devenu aussi fou et méchant que son frère. On retrouve là l'ironie et le grotesque de la cosmologie piaroa : le fait que la cupidité, l'orgueil et l'arrogance sont la base des choses mauvaises. Les chamans utilisent cette ironie pour expliquer les situations difficiles et absurdes auxquelles l'humanité est confrontée, un monde plein de conflits non résolus et d'ambiguïtés. Ils enseignent donc de prendre garde à son ennemi intérieur et à rester humble pour éviter les problèmes.
De nombreux dieux font partie du panthéon piaroa. Certains sont des tianawa, descendus de leur résidence céleste pour prendre la forme d'animaux sur Terre. Ils sont parfois porteurs de maladies et sont invoqués par les chamans pour guérir ou donner de la force :
- Chejeru, la déesse de la fertilité, sœur de Wahari.
- Ku'upä, le dieu du tonnerre.
- Khaewati, le dieu soleil.
- Reyo, le seigneur des animaux de la jungle (sauf du jaguar).
- Aje itami, le seigneur des poissons.
- Maekira, seigneur des pécaris.
- Raeuda'ae, le serpent d'eau.
- Tuwa'isa (Tuzva'isa), le puma.
- Yübaku (Yubacka), le jaguar.
- Muk'a, l'aigle-harpie.
- Pujäku (Puhaeku), l'ours blanc.
- Awiri, le chien de chasse.
- Burewe, la grenouille verte.
- Jemene Daa, le crocodile.
- Mureka, le grand aigle.
- Idiyu Daa, la tarentule.
- Maeraenaeu, le coati commun.
- Rureyei, la guêpe.

### Animaux sacrés

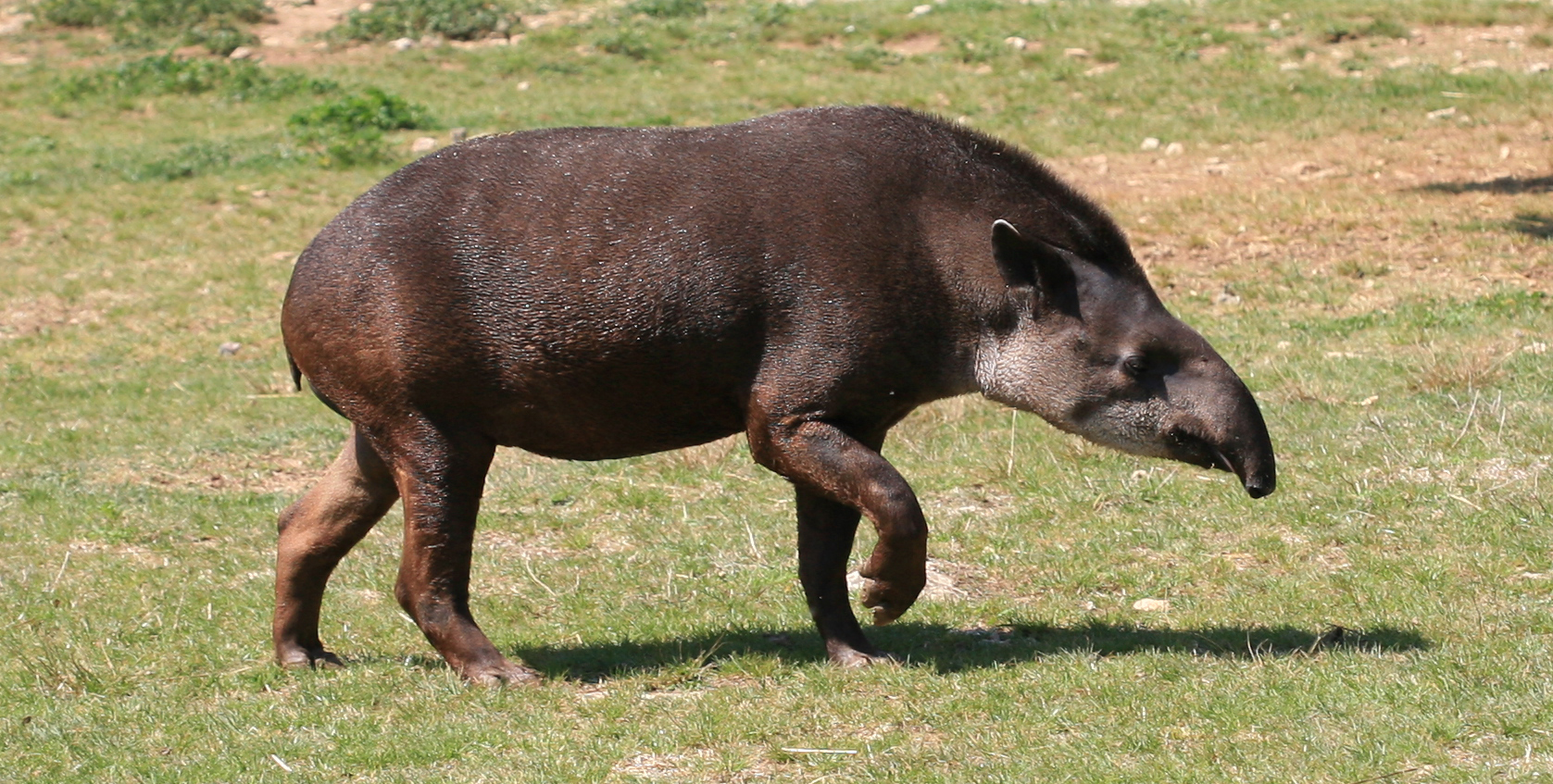
Le tapir, génie protecteur des Piaroas.

Le tapir, incarnation du héros Wahari, est considéré comme le créateur bienveillant des Piaroas. Selon Roulin, « Les Piaroas semblent considérer le tapir comme un génie protecteur. Non-seulement ils ne le tuent jamais sans une extrême nécessité, mais encore ils cherchent à l'attirer près des plantations (conucos) qu'ils forment au milieu des bois, en y cultivant les fruits qu'il préfère. Si un Piaroa trouve, le matin, ses ananas mangés par un tapir, il s'en réjouit comme d'un heureux augure ».
Dans son roman inspiré des récits de l'explorateur Jean Chaffanjon, Jules Verne dit que les Piaroas « regardent le tapir comme un de leurs aïeux, le plus vénérable et le plus vénéré des ancêtres piaroas. C'est dans le corps d'un tapir que va se loger l'âme de l'Indien, quand il meurt ».
L'anaconda, représentation du dieu originel Ojwoda'ä, est aussi un animal tabou.

### Sépultures

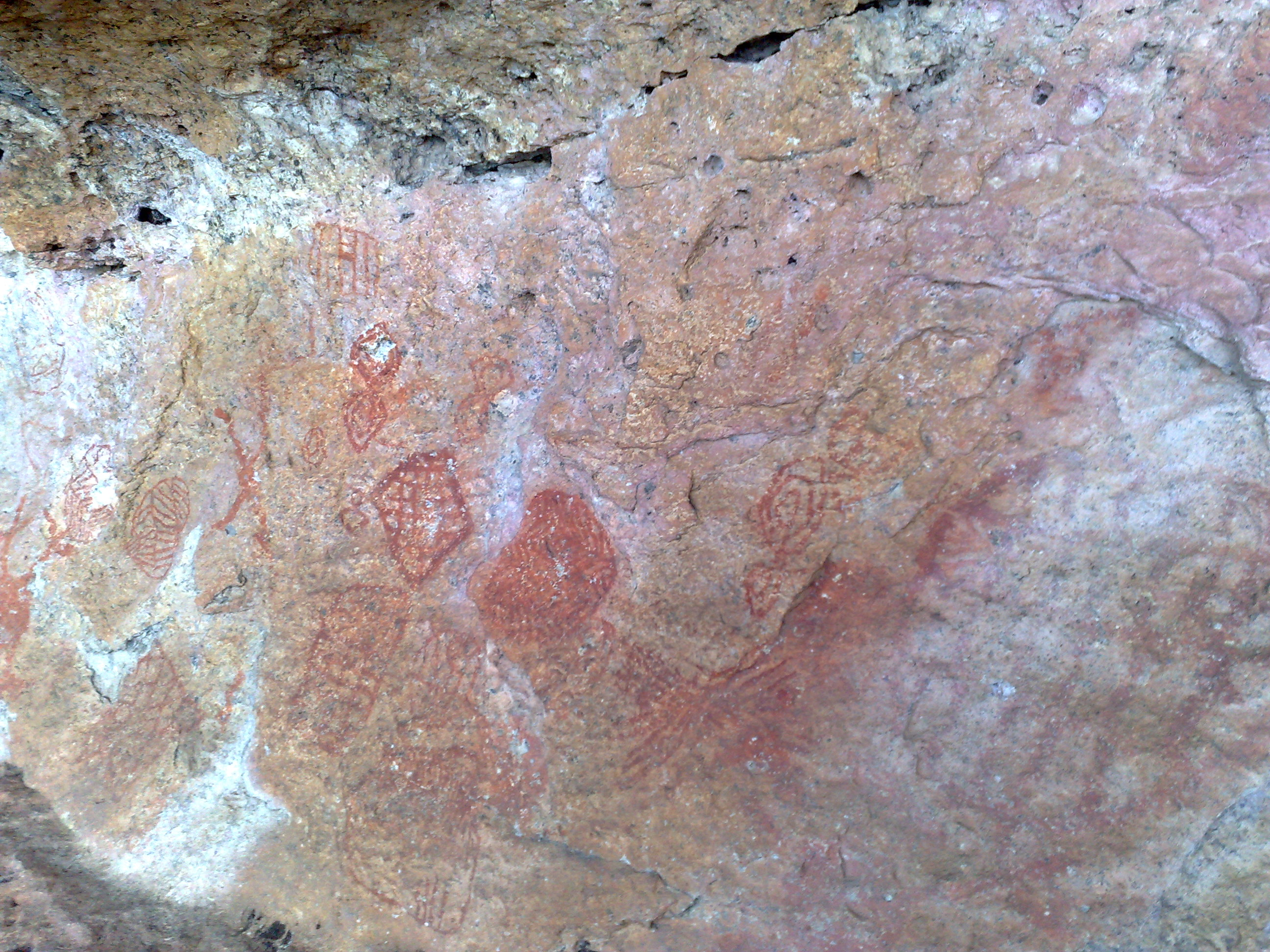
Pictogrammes près de Puerto Ayacucho.

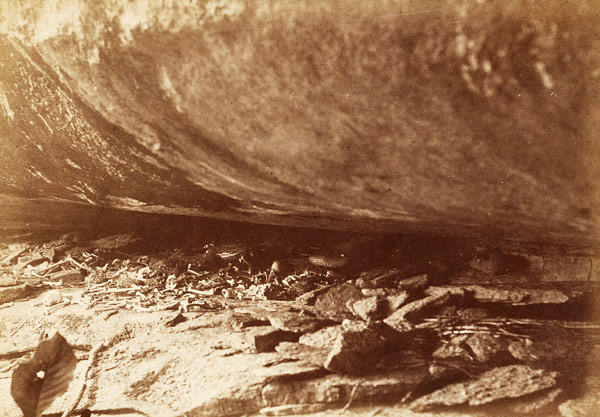
Cimetière piaroa. Grotte du es, 1886. Photo de Chaffanjon

La tradition veut que les morts soient momifiés, mis dans des catumare (sortes de long paniers de palmes tressées ou en écorce) et placés avec leurs biens dans une grotte ou cueva. Le Dr Labesse a visité plusieurs de ces cueva, situées dans les montagnes (cerros) ou dans des îles de l'Orénoque. Il a trouvé des amas d'ossements brisés et éparpillés, quelques catumare entiers, des poteries et des urnes en terre cuite avec des couvercles dotés d'une poignée en forme de chien, symbole de la fidélité qui garde l'urne funéraire. Les Piaroas enduisent les ossements de chicha de couleur rouge pour les conserver plus longtemps. Les parois sont parfois recouvertes de symboles, de dessins réguliers et d'animaux divers peints à la chicha.
Lors de son expédition dans les Guyanes, Jules Crevaux rapporte qu'il a découvert au sommet d'une grande roche, sous un rocher, trois momies empaquetées dans de l'écorce, parées de bijoux, avec un hamac et des poteries contenant de la liqueur fermentée.
Même si de nos jours une grande partie des Piaroas se sont convertis au christianisme et enterrent leurs défunts, les sépultures traditionnelles restent très respectées et les décès sont toujours dus aux mauvais esprits (mær). Les âmes des morts (aweti) sont censées errer sur Terre jusqu'à ce que les mær soient exorcisés (warawœ) par des rituels sacrés. L'esprit retourne alors dans le monde des esprits et dans l'esprit du clan (hœdõk w œt'ï).

### Musique
Chez les Piaroas, la musique est utilisée principalement pour les rituels chamaniques.
Les chamans maîtres de chant sont en général des hommes matures ou âgés.
Ils enseignent aux apprentis durant les cérémonies d'initiation (sãrí) en chantant pendant dix à vingt minutes, puis les novices les imitent.
L'apprentissage requiert de nombreuses années d'études et de répétitions avant de devenir un maître car il y a de nombreuses chants à apprendre, dont certains sont très difficiles.
Les chants diffèrent selon l'effet désiré : soigner une maladie particulière, assurer une chasse ou une pêche fructueuse, purifier la viande avant de la manger, demander à un esprit protecteur de veiller sur le groupe ou chasser un mauvais esprit.
Chaque soir de 21 ou 22 heures jusqu'à l'aube (6 h), les chamans chantent seuls ou en groupe de deux à cinq participants, en prisant du yopo (drogue hallucinogène et stimulante) pour se maintenir éveillés.
Les chants peuvent être très forts ou être presque silencieux et très mélodiques ou avec des phrases hachées, mis en cadence avec des changements de la hauteur de la voix.
Ils sont composées d'une forme stylisée de langue archaïque et de métaphores,.
Certains instruments de musique imitent les sons produits par les animaux. La flute de bambou wora imite le grondement du jaguar, d'autres imitent le cri du toucan ou du singe hurleur. Un panier-maraca appelé morocoto (mot signifiant « gros poissons ») et utilisé seulement pour la cérémonie huirame reproduit le bruit des poissons pris dans une nasse de pêche. D'autres maracas sont aussi utilisées par les chamans, elles sont faites avec des calebasses gravées quand elles sont encore vertes, décorées avec des plumes colorées et remplies de graines ou de cristaux magiques (wanali).

### Cérémonies
La cérémonie la plus importante est le sãr, festival de danse et de boisson qui se tient à la saison des pluies à laquelle assistent les familles voisines. Les autres rituels sont ceux du passage à l'âge adulte à la fin de la saison des pluies et les exorcismes lors de la mort d'un membre de la communauté. Des rites individuels impliquent habituellement des tabous alimentaires au cours des différentes étapes du cycle de vie.

### Chamanisme

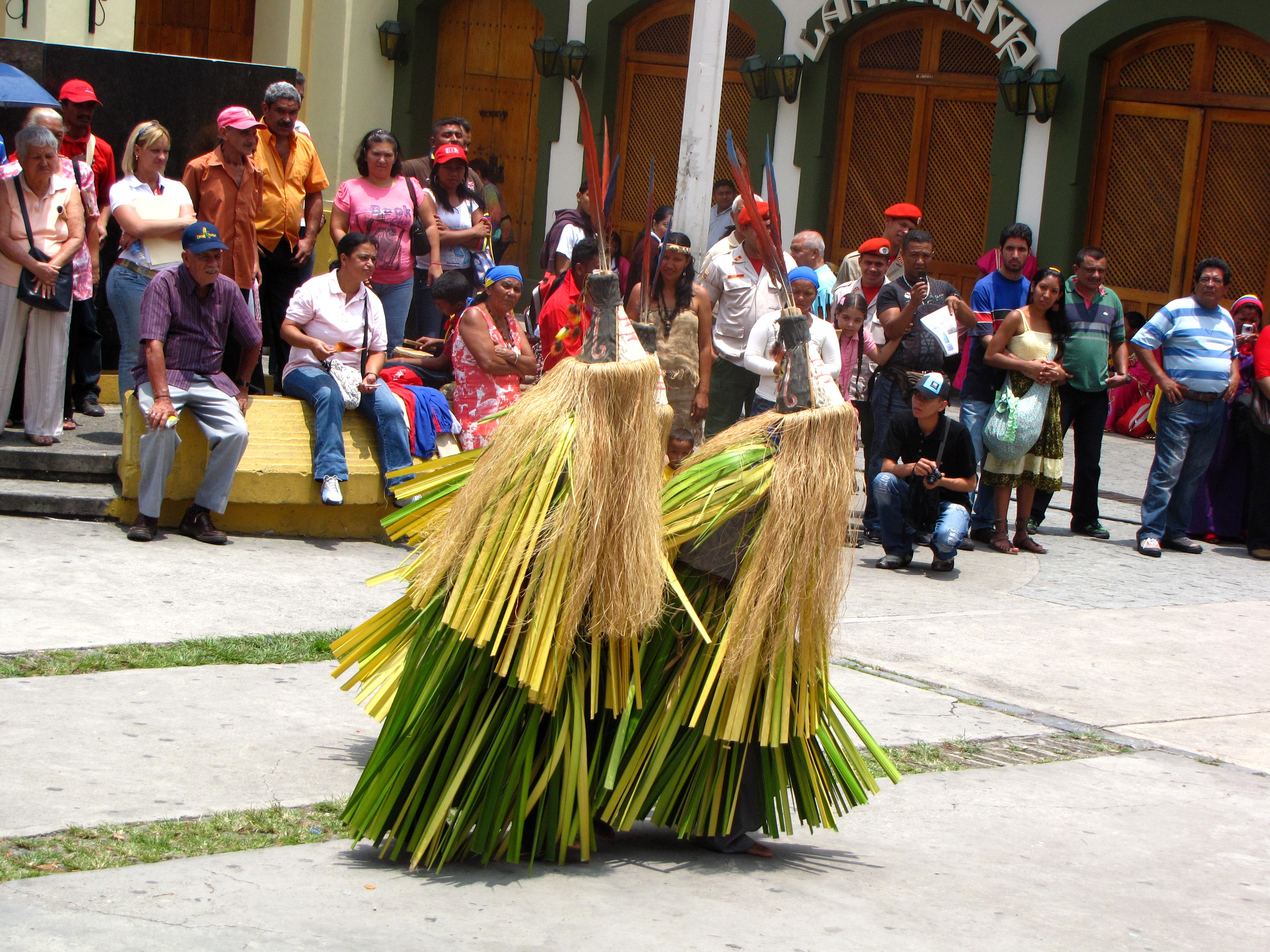
Danse sacrée des Piaroas.

Le chaman contrôle la violence en chantant et en soufflant les mots dans un mélange d'eau et de miel chaque soir, que la tribu consomme le lendemain matin. Ce processus tient la tribu en sécurité pour la journée. La plupart des adultes sont chamans à divers degrés, mais seulement un ou deux individus par village peuvent guérir et offrir une protection spirituelle,.
Il existe deux types de chamans (piache) dans la société piaroa : le menyeruâ ou meñura (chanteur) et le märitû ou ñ ærærua (tueur de märitü ou mær, les esprits qui causent des maladies ou entraînent la malédiction). Les maladies peuvent être causées par une infection avec des animaux en mangeant leur chair contenant des cristaux invisibles envoyés par les märitü, certains endroits de la forêt concentrent des milliers d'entre eux, les cristaux atteignent différents organes du corps et s'y accumulent. Les maladies peuvent également être données par les märitü pour avoir enfreint un tabou ou les valeurs de la société, ou bien être envoyées par un sorcier ennemi,.
Les piache peuvent extraire la cause de la maladie pour défendre la société contre les deux formes d'agressions invisibles par des chants magiques, pratiquer des rituels pour la chasse et fabriquer des amulettes.
Pour Robin Rodd, le chamanisme piaroa est une façon sophistiquée d'interpréter la relation entre les forces de la Nature et les processus émotionnels dans le but de minimiser le stress de la survie : un système qui concilie le soi (soi-même, l'individualité) dans la société, l'écosystème, et le cosmos.
Les pratiques chamaniques comprennent l'utilisation de diverses plantes psychoactives : le yopo ou yuhua (Anadenanthera peregrina), le tabac ou jatte (Nicotiana tabacum) et le dä'dä (Malouetia flavescens, Malouetia schomburgkii). Ils utilisent aussi la capi ou tuhuipä (Banisteriopsis caapi) dont on distingue cinq variétés (yurina, mäe, kohö, duhui huioka et les espèces cultivées kunahua) pour mélanger avec de l'ameu (Psychotria erecta ou Psychotria poeppingiana) et faire ainsi de l'Ayahuasca, une boisson hallucinogène utilisée dans les rituels.
L'utilisation de ces substances, en particulier l'Ayahuasca, permet de mieux comprendre l'invisible et de restaurer l'ordre naturel des choses. Selon Monod, le yopo permet la séparation de l'esprit ti'are ta'kwarua (littéralement « image de l'œil ») et du corps, de sorte que l'esprit peut voler et pénétrer dans les rochers où il peut voir les choses cachées. Le dä'dä et le tuipä hä, mélanges hallucinogènes, produisent un changement plus radical de l'esprit, qui est transformé en maripä (transe) ou esprit magique et peut voir les choses qui n'ont jamais existé, en ayant accès à des mondes se trouvant au-delà des cieux. Le yopo permet à l'homme de prendre conscience des événements passés, le dä'dä permet de créer de nouvelles choses et donne à l'homme la puissance des dieux.
Les chamans utilisent aussi d'autres remèdes à base de plantes pour soigner les malades. Toutefois, ces dernières années, la médecine occidentale est devenue de plus en plus populaire,.

### Évolution contemporaine
Le fief de la culture traditionnelle piaroa est dans l'Alto Cuao, une zone difficile d'accès caractérisée par une topographie accidentée et couverte par une forêt dense. Là, les habitants conservent une culture indigène relativement traditionnelle, comme un habitat dispersé et semi-nomade, des moyens techniques simples où les objets traditionnels sont encore visibles, une économie de subsistance, un micro-réseau de commerce entre les communautés voisines et la religion indigène. Ils conservent également leurs biens matériels traditionnels comme les pagnes en coton blanc décoré, les maisons communautaires, les sarbacanes aux flèches humidifiées de curare, les peintures végétales, les pirogues et pagaies taillées dans un seul tronc d'arbre.
La culture piaroa est le produit du métissage des survivants d'autres groupes autochtones qui ont habité la région et qui se sont mêlés aux Piaroas des montagnes qui avait réussi à mieux résister aux effets de la dépopulation causée par la colonisation grâce à leur dispersion démographique et la difficulté d'accès à leurs territoires. Par conséquent, l'un des profils les plus frappants de la formation culturelle est un mélange de traits, qui à un moment donné ont appartenu à des groupes maintenant disparus de leur territoire actuel comme les Maipuri, les Avani, les Sereu, les Mabu, les Quirubas et les Atures, entre autres.
Les Piaroas qui ont migré en aval de leurs rivières sont plus métissés. Ils vivent dans des communautés nucléées et sédentaires, ne portent plus leurs costumes traditionnels et ont adopté les religions occidentales. Ils sont intégrés dans le commerce régional et ont des contacts fréquents avec les peuples créoles. Ils sont considérés comme des partenaires fiables dans l'Amazonie vénézuélienne et l'activité agricole est une caractéristique déterminante de la sociologie de ce groupe. Toutefois, leur production très diverse comprenant différents outils, de la nourriture, des ornements, des biens rituels, des résines et colorants, s'est limitée aux produits agricoles exigés par les populations indigènes (fruits et manioc principalement).

## Langue
Les Piaroas parlent le Wötʰïhä tivene ou langue des Piaroas, qui appartient à la famille des langues salivanes et qui n'a développé une écriture que récemment (en alphabet latin). Certains mots sont empruntés à d'autres langues, notamment l'arawak.
Les différences de dialecte sont importantes selon les régions. Des variations dans la prononciation distinguent les locuteurs d'au moins trois régions : Sipapo / Moyen Orénoque, Alto Cuao / Parguaza et Ventuari / Manapiari.
Il y a environ 64 % de monolingues. Il est possible que 50 % des hommes parlent également en maquiritari, yabarana ou espagnol.

### Vidéos
- De'Arua, de CFE, CNRS (prod.) et de Vincent Blanchet et Jean Monod (réal.), 1969, Film 16 mm, VHS, Beta SP [présentation en ligne] visionner en ligne
- Histoire de Wahari, de Vincent Blanchet et Jean Monod (prod.) et de Vincent Blanchet et Jean Monod (réal.), 1969, Film 16 mm, VHS, Beta SP [présentation en ligne]
- L'indien, de Lajos Boglár et Jacques Willemont en 1974.
- (en) The shaman's necklace : extrait d'une minute d'un documentaire dirigé par l'anthropologiste Lajos Boglár en 1968, mis en ligne par le Muséum Ethnographique de Budapest. [vidéo] « Disponible », sur YouTube